# ズマ (人工衛星)
ズマ (Zuma) とは、アメリカ合衆国政府向けの人工衛星につけられたコードネームである。このプロジェクトは秘密裏に行われており、政府のどの機関がプロジェクトを担当しているのかは明らかでない。

## 打ち上げ
この衛星はノースロップ・グラマンにより製造され、スペースX社のロケットによって低軌道 (高度約2,000 km) に打ち上げることが予定されていた。
当初、衛星は、2017年11月中頃にファルコン9ロケットによってケネディ宇宙センターLC-39A発射台から打ち上げられるとみられていた。ロケットは飛行前の準備として地上で燃焼試験を行っていた。しかし、スペースXが他の顧客向けに用意していたペイロードフェアリングの試験で問題が見つかり、その影響でズマの打ち上げも2か月近く延期された。計画変更後、打ち上げは2018年1月6日にケープカナベラル空軍基地のLC-40発射台で行われる予定だったが、延期となり1月8日に打上げられたものの、軌道への投入に失敗した。
調査によると、ロケットと衛星を接続するペイロードアダプターに不具合が生じ、衛星を正常に分離できなかったため、衛星は軌道に達しなかった。このアダプターは衛星と同じくノースロップ・グラマンが製造に携わったもので、スペースXが担当したロケット本体側に問題は無かったと見られている。